# Alexander Trocchi
Alexander Trocchi (30. července 1925 – 15. dubna 1984) byl skotský romanopisec.

## Život
Narodil se v Glasgow skotské matce a otci italského původu. Za války působil v námořnictvu, poté si dokončil vzdělání na Glasgowské univerzitě a v padesátých letech se usadil v Paříži. Tam vydával literární časopis Merlin, v němž publikovali mj. Samuel Beckett, Jean Genet a Eugène Ionesco. Po sedmi vydaných číslech kvůli financím přestal vycházet. Dále si vydělával psaním erotických románů pod různými pseudonymi pro nakladatelství Olympia Press. V roce 1954 mu vyšel (neerotický) román Young Adam, který se o padesát let později dočkal filmového zpracování. Jeho nejznámějším dílem je Kainova kniha, do značné míry autobiografický román vydaný v roce 1960, v němž popisuje život Joea Necchiho, drogově závislého spisovatele, který pracuje na lodi v New Yorku. Kromě Kainovy knihy (Euromedia Group / Odeon, 2007, přel. Ladislav Nagy) vyšel v češtině ještě jeden z jeho erotických románů, Helen v zajetí touhy (Argo, 2014, přel. Ladislav Nagy). Kratším textem Dlouhá kniha (The Long Book) je zastoupen v antologii Zdi iluzí (nakladatelství Motýl, 1998). Po vydání Kainovy knihy upadl do těžké závislosti na drogách a psaní se věnoval minimálně (poskrovnu se věnoval překládání z francouzštiny). Zemřel v Londýně ve věku 58 let.